# 歌会 (ラジオ番組)
『歌会』（うたかい）は、TBSラジオで放送されていたラジオの音楽番組。

## 概要
この番組では、ジャンルにこだわらず、最近リリースされた楽曲を中心に、「幅広く・じっくり・たっぷり」紹介し、いわば「平成の名曲」を発掘する。また、パーソナリティの杉山によるトークコーナーもあった。

## 放送時間
- 日曜 4:00-5:00（土曜 28:00-29:00）

## パーソナリティ
- 杉山真也（TBSアナウンサー）